# Джеральд Брофловські
Джеральд Брофловські (англ. Gerald Broflovski) — персонаж мультсеріалу «South Park», батько Кайла, одного з головних героїв, і названий батько Айка, одного з другорядних персонажів. В епізоді «Зав'язуй» Ерік Картмен говорить про сім'ю Брофловські як про сербських євреїв. Одружений із Шейлою Брофловські, з якою познайомився в коледжі. Персонажа назвали на честь батька Метта Стоуна.

## Зовнішній вигляд
Джеральд носить рожеву ярмулку, світло-зелений жакет і штани трав'яного кольору. Він має каштанове волосся, вуса і бороду. Під жакетом Джеральд носить майку з дельфінами, оскільки це його улюблені тварини. В епізоді «Переконливі буфери» Джеральд вперше з'явився без ярмулки, і підтвердилися припущення фанатів про його велику лисину.

## Характер
Серед усіх батьків Південного Парку Джеральд виглядає найбільш дбайливим і раціональним. Він розповідає Кайлу повчальні моральні історії і звертає на навколишній світ і ситуацію в ньому значно більше уваги, ніж інші жителі Саус-Парку.
Він — люб'язний, доброзичливий чоловік, але все ж може бути іноді неприємним і наполегливим. Має проблеми з азартними іграми («Жадібність червоношкірого»), іноді надто одержимий грошима («Панда сексуальних домагань»). В минулому був наркоманом, залежним від запаху котячої сечі («Переконливі буфери»).  Все ж здебільшого він відповідальний, а часто навіть надмірно турботливий батько.
Джеральд патологічно любить дельфінів, що виражається, наприклад, в тому, що в епізоді «Нова модна вагіна містера Гаррісона» він зробив собі «дельфінопластику» — тобто за допомогою пластичної хірургії став виглядати як дельфін. Однак пізніше, усвідомивши, що йому все одно не стати справжнім дельфіном, повернувся до людського вигляду.
В епізоді «Матуся Картмана - брудна повія» згадувалося, що він займався сексом з Ліенн Картман.

## Рід занять
Джеральд належить до вищого середнього класу і є практикуючим міським адвокатом. Зокрема він вів справи:
- Про авторські права Шефа на пісню «Смердючі Штани» (англ. «Stinky Britches») в епізоді «Шефська допомога»;
- Про безліч сексуальних домагань в епізоді «Панда сексуальних домагань». Спочатку він допоміг Картману засудити Стена; потім став допомагати іншим дітям в аналогічних процесах про сексуальні домагання, що в результаті призвело до процесу «все проти всіх»;
- В серії «Переконливі буфери» саме він зміг ввести закон про заборону на кішок.